# ジャン＝ピエール・ジュディセリ
ジャン＝ピエール・ジュディセリ（Jean-Pierre Giudicelli、1943年2月20日 - 2024年4月）は、フランスの元近代五種競技選手。1968年メキシコシティーオリンピック銅メダリスト。1972年ミュンヘンオリンピックフランス代表選手。

## 経歴
1968年メキシコシティーオリンピックでは団体銅メダル、個人は37位。1972年ミュンヘンオリンピックでは団体7位、個人22位という結果になった。
2024年4月29日に訃報が発表された。